# Gypsophila papillosa
Gypsophila papillosa là loài thực vật có hoa thuộc họ Cẩm chướng. Loài này được Porta mô tả khoa học đầu tiên năm 1905.